# Alejandro Altuna
Alejandro Altuna (Laborde, Argentina; 19 de enero de 1992) es un futbolista argentino. Juega como mediocentro y su equipo actual es el Sport Boys de la Liga 1 del Perú.

## Carrera

### Sportivo Patria
Altuna tuvo su primera experiencia en Formosa. Debutó con Sportivo Patria en el Torneo Federal A el 26 de octubre de 2014, en el empate a 1 frente a Textil Mandiyú. El 30 de noviembre debutaría en las redes aunque no sirvió de mucho, ya que fueron derrotados por San Lorenzo de Alem por 3-2.

### Deportivo Madryn
A pesar de solo haber jugado 8 partidos, Altuna es contratado por otro equipo del Torneo Federal A, Club Social y Deportivo Madryn. Debutó el 22 de marzo de 2015 en la derrota por 1-0 frente a Ferro Carril Oeste de General Pico. En el club de Chubut jugó 26 partidos, siendo uno de los titulares habituales en el torneo.

### Flandria
Tras su buen año en Deportivo Madryn, Altuna se convierte en refuerzo de Flandria, de la Primera B. En su primera temporada con el Canario jugó 19 partidos y convirtió 1 gol (frente a Barracas Central). Además de jugar todos los partidos, logró salir campeón con el club de José María Jáuregui.
Ya en su segundo año, esta vez en la Primera B Nacional, jugó 38 partidos de los 46 que se disputaron en el torneo.

### San Martín de Tucumán
Luego de realizar dos temporadas muy buenas en la provincia de Buenos Aires, Altuna viaja hacia Tucumán para jugar en San Martín, también de la Primera B Nacional. Jugó 14 partidos de los 24 jugados y logró el ascenso a la Superliga, dónde solo jugó 7 partidos y el Santo regresó a la segunda categoría.

### Quilmes
Altuna regresa a la provincia de Buenos Aires para jugar en Quilmes. Debutó el 18 de agosto de 2018 en la victoria por 1-2 frente a Tigre, pero al final del encuentro el cordobés sería expulsado. En la primera parte del torneo completo 13 de 15 partidos posibles, sufriendo la rotura de meniscos en la pretemporada siguiente. Luego de su operación no pudo regresar a la actividad por la pandemia de coronavirus.
Para el 2022 regresaría a Flandria, cumpliendo una de sus mejores temporadas en el fútbol argentino.
Debido a su buen 2023, ficha por Cumbayá FC de la Primera División de Ecuador. Empezó muy bien en el fútbol ecuatoriano, teniendo grandes actuaciones, sin embargo, perdió continuidad.
El 8 de diciembre de 2024 fue oficializado por Sport Boys del Callao por todo una temporada.Con el conjunto chalaco, tuvo un bajo rendimiento, debido a errores puntuales que hicieron que el Boys pierda partidos. El 19 de julio resuelve su vínculo con el equipo rosado.

## Estadísticas

### Clubes
| Club                       | Div.                | Temporada           | Liga  | Liga  | Copas nacionales | Copas nacionales | Torneos internacionales | Torneos internacionales | Total | Total | Media goleadora |
| Club                       | Div.                | Temporada           | Part. | Goles | Part.            | Goles            | Part.                   | Goles                   | Part. | Goles | Media goleadora |
| -------------------------- | ------------------- | ------------------- | ----- | ----- | ---------------- | ---------------- | ----------------------- | ----------------------- | ----- | ----- | --------------- |
| Sportivo Patria Argentina  | 3.ª                 | 2014                | 8     | 1     | 1                | 0                | —                       | —                       | 9     | 1     | 0,11            |
| Sportivo Patria Argentina  | Total club          | Total club          | 8     | 1     | 1                | 0                | 0                       | 0                       | 9     | 1     | 0,11            |
| Deportivo Madryn Argentina | 3.ª                 | 2015                | 26    | 0     | —                | —                | —                       | —                       | 26    | 0     | 0,00            |
| Deportivo Madryn Argentina | Total club          | Total club          | 26    | 0     | 0                | 0                | 0                       | 0                       | 26    | 0     | 0,00            |
| Flandria Argentina         | 3.ª                 | 2016                | 19    | 1     | —                | —                | —                       | —                       | 19    | 1     | 0,05            |
| Flandria Argentina         | 2.ª                 | 2016-17             | 38    | 0     | —                | —                | —                       | —                       | 38    | 0     | 0,00            |
| San Martín (T) Argentina   | 2.ª                 | 2017-18             | 14    | 0     | —                | —                | —                       | —                       | 14    | 0     | 0,00            |
| San Martín (T) Argentina   | 1.ª                 | 2018-19             | 7     | 0     | 2                | 0                | —                       | —                       | 9     | 0     | 0,00            |
| San Martín (T) Argentina   | Total club          | Total club          | 21    | 0     | 2                | 0                | 0                       | 0                       | 23    | 0     | 0,00            |
| Quilmes Argentina          | 2.ª                 | 2019-20             | 13    | 0     | —                | —                | —                       | —                       | 13    | 0     | 0,00            |
| Quilmes Argentina          | Total club          | Total club          | 13    | 0     | 0                | 0                | 0                       | 0                       | 13    | 0     | 0,00            |
| Nueva Chicago Argentina    | 2.ª                 | 2020                | 6     | 0     | —                | —                | —                       | —                       | 6     | 0     | 0,00            |
| Nueva Chicago Argentina    | 2.ª                 | 2021                | 3     | 0     | —                | —                | —                       | —                       | 3     | 0     | 0,00            |
| Nueva Chicago Argentina    | Total club          | Total club          | 9     | 0     | 0                | 0                | 0                       | 0                       | 9     | 0     | 0,00            |
| Este · Italia              | 4.ª                 | 2021-22             | 23    | 1     | 1                | 0                | —                       | —                       | 24    | 1     | 0,04            |
| Este · Italia              | Total club          | Total club          | 23    | 1     | 1                | 0                | 0                       | 0                       | 24    | 1     | 0,04            |
| Flandria Argentina         | 2.ª                 | 2022                | 8     | 1     | —                | —                | —                       | —                       | 8     | 1     | 0,12            |
| Flandria Argentina         | 2.ª                 | 2023                | 28    | 0     | —                | —                | —                       | —                       | 28    | 0     | 0,00            |
| Flandria Argentina         | Total club          | Total club          | 93    | 2     | 0                | 0                | 0                       | 0                       | 93    | 2     | 0,02            |
| Cumbayá F. C. · Ecuador    | 1.ª                 | 2024                | 18    | 0     | 1                | 0                | —                       | —                       | 19    | 0     | 0               |
| Cumbayá F. C. · Ecuador    | Total club          | Total club          | 18    | 0     | 1                | 0                | 0                       | 0                       | 19    | 0     | 0               |
| Sport Boys · Perú          | 1.ª                 | 2025                | 10    | 0     | 0                | 0                | —                       | —                       | 10    | 0     | 0               |
| Sport Boys · Perú          | Total club          | Total club          | 10    | 0     | 0                | 0                | 0                       | 0                       | 10    | 0     | 0               |
| Total en su carrera        | Total en su carrera | Total en su carrera | 221   | 4     | 5                | 0                | 0                       | 0                       | 226   | 4     | 0.02            |
| 1. 2. 3.                   |                     |                     |       |       |                  |                  |                         |                         |       |       |                 |